# Познанское воеводство (1975—1998)
Познанское воеводство (пол. województwo poznańskie) — воеводство Польши, существовавшее в 1975—1998 годах.
Представляло собой одну из 49 основных единиц административного деления Польши, которые были упразднены в результате административной реформы 1998 года. 
Занимало площадь 8151 км². Административным центром был город Познань. В 1999 году после административной реформы Польши воеводство прекратило своё существование и его территория полностью отошла к Великопольскому воеводству.

## Города
Крупнейшие города воеводства по числу жителей (по состоянию на 31 декабря 1998 года):
1. Познань — 578 235
2. Гнезно — 71 436
3. Сьрем — 30 601
4. Вжесня — 29 029
5. Сважендз — 27 371
6. Любонь — 21 768
7. Сьрода-Велькопольска — 21 690
8. Шамотулы — 18 761
9. Оборники — 17 451
10. Новы-Томысль — 15 309